# Bruno Götze
Bruno Götze (21 de junho de 1882 — 28 de maio de 1913) foi um ciclista alemão. Irmão de Max Götze, que também foi um ciclista olímpico.
Competiu representando a Alemanha nos Jogos Olímpicos Intercalados de 1906, realizados em Atenas e conquistou uma medalha de prata no tandem. Participou em quatro competições de ciclismo nos Jogos Olímpicos de Verão de 1908, realizados em Londres, na Grã-Bretanha.